# IV. Tigranész örmény király
IV. Tigranész (Ókori Róma, I. e. 30-as évek – i. sz. 1.) az örmény Artaxida-dinasztia hercege, Armenia Magna uralkodója.

## Élete
Apja, III. Tigranész, anyja neve nem maradt fenn. Az Ókori Rómában született az  i. e. 30-as években, ahol apja politikai száműzetésben élt. Apja kb. i. e. 8-ban hunyt el, ekkor feleségül vette féltestvérét, Eratot, hogy megőrizze a királyi vérvonal tisztaságát. Római jóváhagyás nélkül került trónra, a Rómával folyamatosan háborúzó Pártus Birodalom is támogatta Armenia Magnát IV. Tigranész uralkodása alatt.
Róma és a pártusok is szerették volna befolyásukat kiterjeszteni Armenia Magnára, különösen XVII. Arsak pártus király uralkodása idején. IV. Tigranész bronzpénzt veretett, önmagát dicsőítő feliratokkal.
A politikai helyzet és a római támadások miatt az uralkodójukkal elégedetlen örmények felkelésben törtek ki. A király csatában halt meg i. sz. 1-ben, felesége, Erato túlélte őt, és megkísérelt tovább uralkodni, ám az örmények új királyt kértek Augustus római császártól, aki II. Ariobarzanészt nevezte ki. Erato a kaotikus helyzetben lemondott.

## Fordítás
- Ez a szócikk részben vagy egészben  a   Tigranes IV című angol Wikipédia-szócikk ezen változatának fordításán alapul.  Az eredeti cikk szerkesztőit annak laptörténete sorolja fel. Ez a jelzés csupán a megfogalmazás eredetét és a szerzői jogokat jelzi, nem szolgál a cikkben szereplő információk forrásmegjelöléseként.